# Liberté syndicale en Belgique
La Liberté syndicale est le droit de créer un syndicat, de choisir un syndicat, d'adhérer, de ne pas adhérer ou de quitter un syndicat.
Dès 1831, la Constitution garantit la liberté syndicale. Son article 20 énonce : "Les Belges ont le droit de s'associer ; ce droit ne peut être soumis à aucune mesure préventive". Néanmoins, le Code pénal interdisait par ses articles 414 et 415 les coalitions d'employeurs et de travailleurs .
En 1866, ces dispositions sont supprimées. Néanmoins, l'article 310 du Code pénal de 1867 réprime indirectement la grève, de telle manière qu'en pratique, il est impossible de faire grève sans commettre d'infraction.
Le 24 mai 1921, trois lois sont adoptées afin de garantir l'effectivité de la liberté d'association. La première abroge l'article 310 du Code pénal. La deuxième réglemente la création, la vie et la dissolution des ASBL. La dernière garantit l'effectivité de la liberté d'association. Si elle est rédigée dans termes généraux, visant l'ensemble de la liberté d'association, ses rédacteurs avaient en vue la protection de la liberté syndicale.
La loi se veut équilibrée. Elle garantit tant la liberté de créer un syndicat et de s'affilier auprès du syndicat de son choix que la liberté de ne pas s'affilier. En effet, constituent des infractions le fait soit de faire pression sur un travailleur pour qu'il s'affilie à un syndicat soit de faire pression pour qu'il ne le fasse pas.
À la suite d'un arrêt de la Cour constitutionnelle, la loi du 10 mai 2007 a été modifiée afin d'interdire la discrimination fondée sur la conviction syndicale.
L'article 11 de la Convention de sauvegarde des droits de l'homme et des libertés fondamentales protège également la liberté syndicale. 
Le droit de l'Union européenne prévoit que les travailleurs ressortissants d'un État membre bénéficient de l'égalité de traitement en matière d'affiliation aux organisations syndicales et d'exercice des droits syndicaux, y compris le droit de vote et l'accès au poste d'administrateur ou de direction d'une organisation syndicale.